# Tipula (Lunatipula) rainiericola
Tipula (Lunatipula) rainiericola is een tweevleugelige uit de familie langpootmuggen (Tipulidae). De soort komt voor in het Nearctisch gebied.